# Зайчари
Зайчари (болг. Зайчари) — село в Болгарии. Находится в Сливенской области, входит в общину Сливен. Население составляет 55 человек.

## Политическая ситуация
Зайчари подчиняется непосредственно общине и не имеет своего кмета.
Кмет (мэр) общины Сливен — Стефан Николов Радев (ГЕРБ) по результатам выборов.